# Elterlein (Adelsgeschlecht)

Gedenktafel mit dem Wappen derer von Elterlein in Rittersgrün

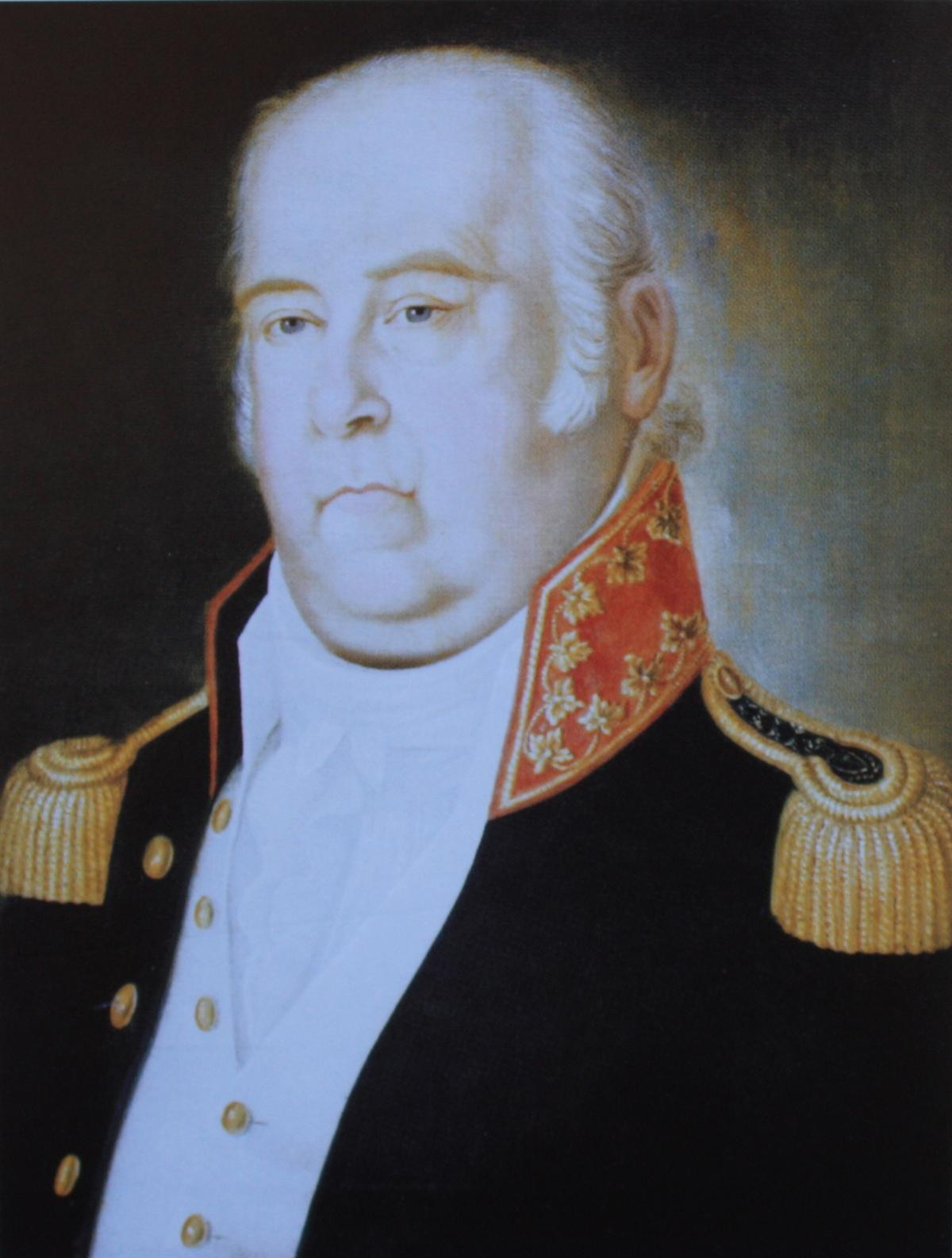
Carl Heinrich von Elterlein (1747–1815), Hammer- und Gerichtsherr von Pfeilhammer, Thalheim, Breitenhof und Erdmannsdorf

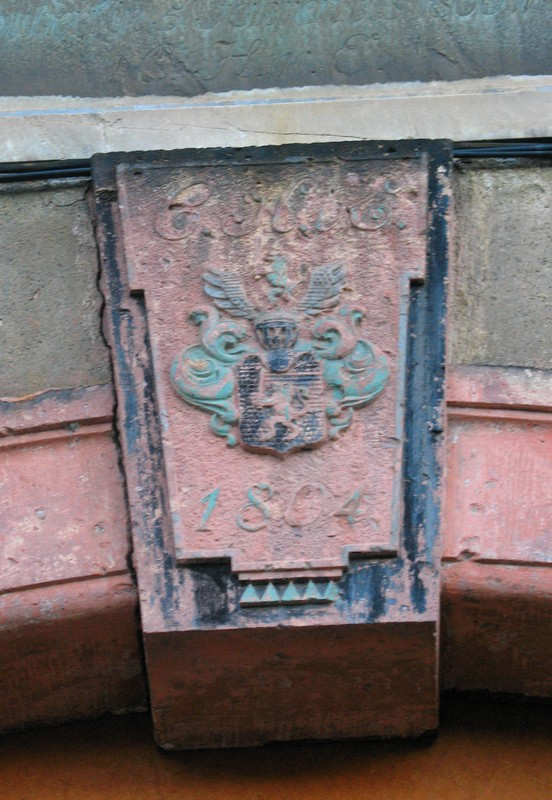
Wappen Carl Heinrichs von Elterlein über dem Portal des Herrenhauses Pfeilhammer

Die Familie von Elterlein machte sich über Jahrhunderte um das erzgebirgische Wirtschaftsleben verdient.

## Stammvater
Das Geschlecht beginnt seine Stammreihe mit Johann („Hans“) von Elterlein, der als Hammerherr in Elterlein, Landvogt, Stadtvogt, Bergamtsverwalter und Richter von St. Annaberg zu den einflussreichen Männern des Erzgebirges zählte. Er erhielt am 24. Mai 1514 vom Hofpfalzgrafen Wolfgang Steinberger einen bürgerlichen Wappenbrief. Erst am 28. Oktober 1766 wurde mit Hanß Heinrich von Elterlein, Konsistorialrat des Stiftes Meißen, das erste Familienmitglied in den Reichsadelstand erhoben. Am 24. April 1783 wurden die zweite (die Pöhlaer und Mittelschmiedeberger) und die dritte Hauptlinie (die Rittersgrüner) geadelt. Die erste Hauptlinie (die Mildenauer, später in der Niederlausitz) zählte man ohne Diplomerteilung zum preußischen Adel.
Nachweislich sind zwei Kinder des Johann von Elterlein bekannt. Heinrich von Elterlein (1485–1539) war Berg- und Hammerherr in Elterlein sowie Zehntner in Annaberg und Marienberg und heiratete Ottilia Arnolt aus Chemnitz. Katharina von Elterlein heiratete in erster Ehe Paul Weiss, Gewerke in Annaberg, und nach dessen Tod um 1516 Utz von Sulgau, Ratsherr und Stadthauptmann in Annaberg.

## Die Wappen
Das am 24. Mai 1514 dem Johann von Elterlein verliehene Wappen führte der bürgerliche Teil des Geschlechts sowie heute noch die I. Hauptlinie, die kein Adelsdiplom erhalten hat, aber dennoch zum preußischen Adel gezählt wird. Die 1766 und 1783 in den Reichsadelsstand erhobenen Mitglieder der II. und III. Hauptlinie und deren Nachkommen führen ein mit der Nobilitierung neu verliehenes Wappen.
Blasonierungen
- Wappen von 1514: In blau-gold geteiltem Schild oben ein rotbewehrter, golden gekrönter hersehender oberhalber Löwe, mit den Pranken ein golden gegrifftes silbernes Schwert schräglinks vor sich haltend; unten ein unterhalber blauer Geharnischter. Auf dem Helm mit blau-goldenen Decken der Löwe der oberen Schildhälfte wachsend.
- Wappen von 1766 und 1783: In blau-gold geteiltem Schild ein rotgezungter, gold gekrönter Löwe in verwechselten Farben ein silbernes Schwert in den Pranken haltend. Auf dem Helm mit Helmkrone und blau-goldenen Decken der Löwe mit dem Schwert zwischen offenem, von Blau und Gold übereck geteiltem Flug.

Wappendarstellungen von Hildebrand

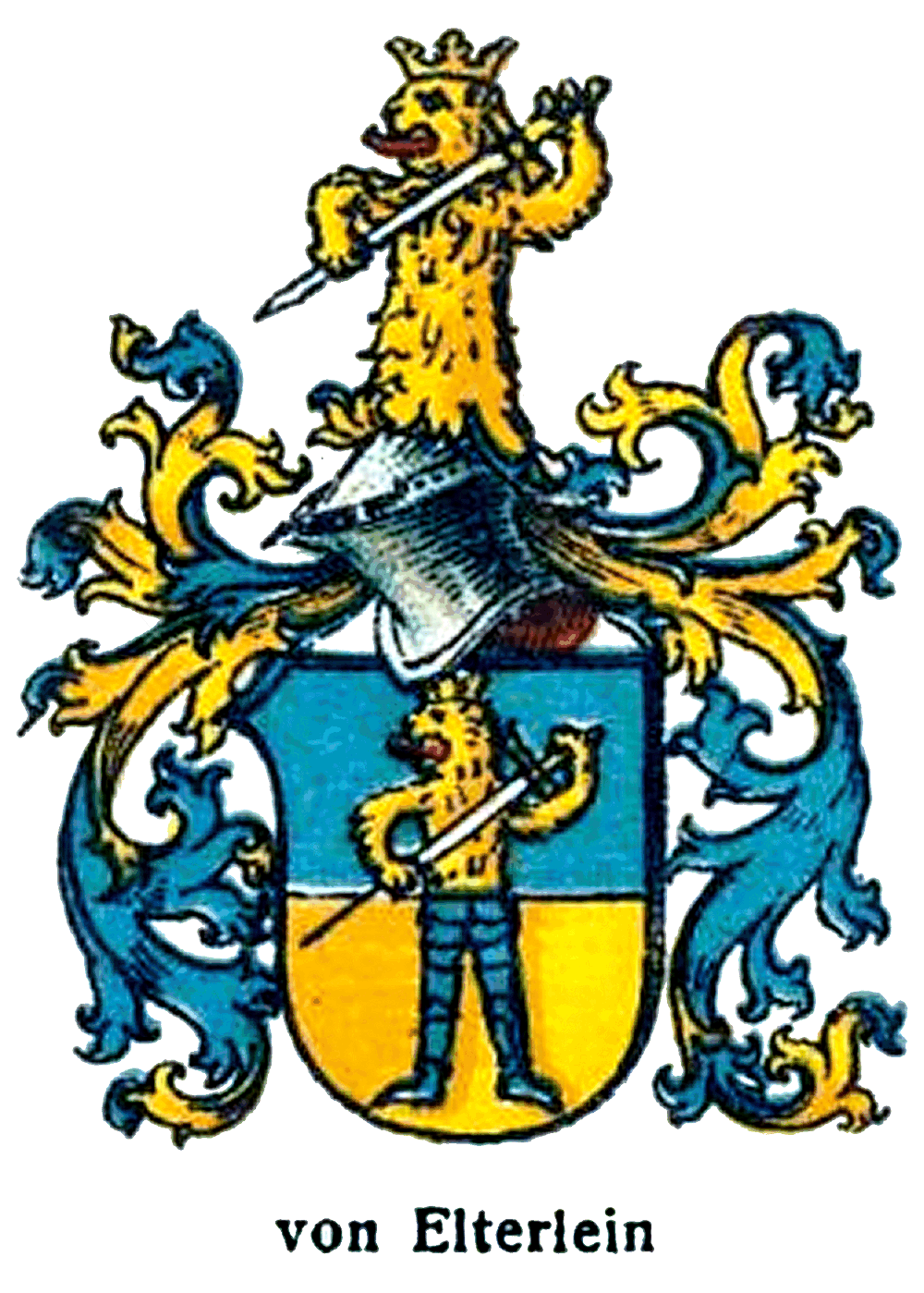
Wappen von 1514
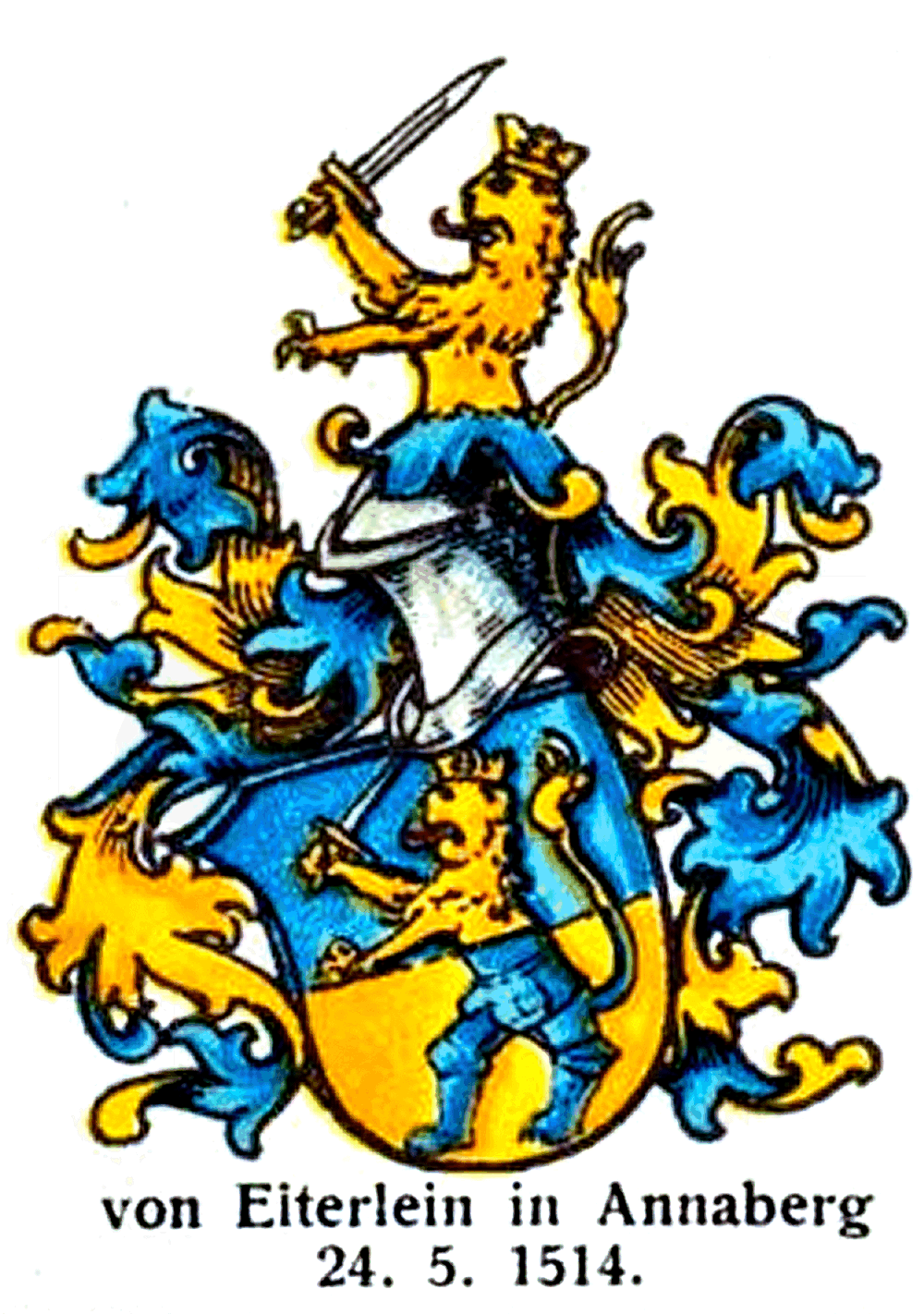
Alternative 1514
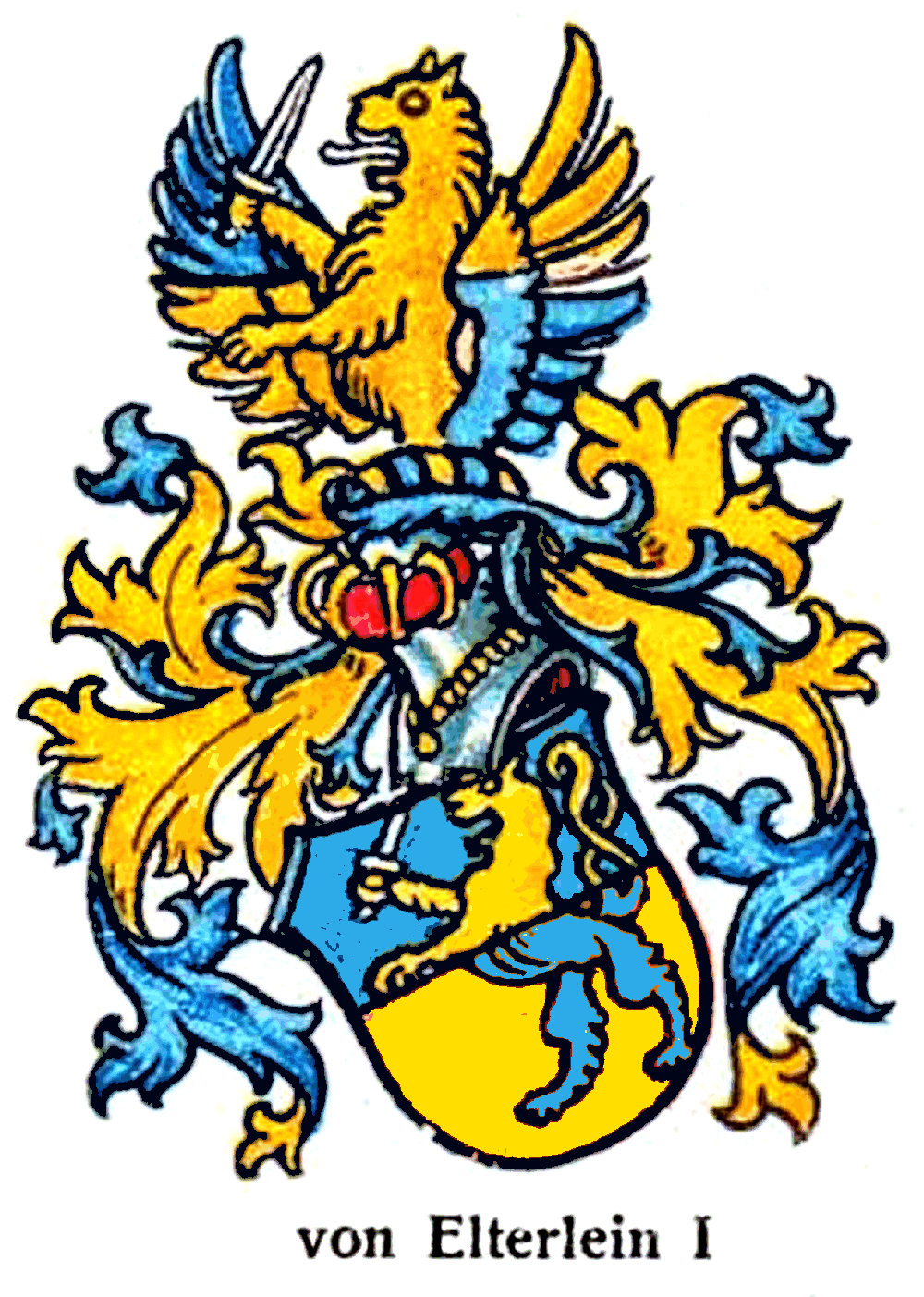
Wappen von 1766 und 1783

## Das Wirken derer von Elterlein
Eines der wichtigsten Mitglieder des Hauses Elterlein war Heinrichs Tochter Barbara Uthmann, die als Witwe eines Geschäftsmanns zu unternehmerischem Erfolg und hohem Ansehen gelangte und zu einer der bedeutendsten Persönlichkeiten des Erzgebirges avancierte.
Ab dem 16. Jahrhundert machten sich die von Elterlein vor allem durch den Betrieb von einigen Hammerwerken einen Namen und erreichten im 18. Jahrhundert ihre größte wirtschaftliche Blüte. Der Stammhammer Obermittweida wird nach dem von Elterleinschen Wappen auch als Hammer Löwenthal bezeichnet. Von hier breitete sich die Familie über das Erzgebirge und Fichtelgebirge aus. Sie vereinigten z. B. die beiden bedeutenden Pöhlaer Hammerwerke Siegelhof und Pfeilhammer sowie in Rittersgrün den Arnoldshammer mit dem Rothenhammer. Außerdem waren die Hammerwerke in Breitenhof, Neidhardtsthal und Wittigsthal sowie der Draht- und Zainhammer in Mittweida zeitweise im Besitz der Familie.
Ein weiterer wichtiger Wirkungskreis derer von Elterlein war das Preßnitztal, wo sie Hammerwerke in Mittel- und Oberschmiedeberg sowie Schmalzgrube besaßen. Joachim Gustav Ferdinand von Elterlein gehörte zu den letzten Elterleinschen Besitzern der Hämmer und hat noch heute Nachkommen im US-Bundesstaat Texas.
Weitere Besitzungen waren z. B. das Erbgericht in Mildenau und Großpöhla sowie die Rittergüter Ober- und Unterdrebach, Erdmannsdorf und der Schützenhof in Geyer. Die von Elterlein besaßen Erbbegräbnisse in den Kirchen von Grünstädtel (in das Pöhla eingepfarrt war) und Rittersgrün (wo noch heute eine Gedenktafel an die Familie erinnert).
Nachdem die Industrialisierung das Erzgebirge erreicht hatte, ging die mehrere Jahrhunderte dauernde Familientradition der Eisen- und Metallverarbeitung zu Ende. 1846 verkaufte Carl Ludwig von Elterlein das letzte noch im Besitz der Familie befindliche Hammerwerk Pfeilhammer an Dritte. Die Nachkommen wandten sich dem Kaufmannsstand zu, wurden Beamte und Offiziere oder verließen die deutsche Heimat.
Ingeborg von Elterlein und ihr Bruder Ernst-Albrecht von Elterlein, aus der ersten (geschiedenen Ehe) des späteren Oberst Claus von Elterlein (1886–1954) und der Eva-Rosa von Glasow (1889–1940) wurden 1919 adoptiert, via Vertrag und bald darauf amtsgerichtlich bestätigt, und trugen nach Alfred Erich von Schichau-Pottlitten, den Namen von Schichau.

## Persönlichkeiten
- Barbara Uthmann, geb. von Elterlein (* um 1514–1575), Unternehmerin im Erzgebirge
- Hans Heinrich von Elterlein (1624–1685), deutscher Unternehmer
- Hans Jürgen von Elterlein (1928–2001), deutscher Verlagskaufmann
- Johann August von Elterlein (1669–1725), des vorherigen Sohn, Hammerherr und Stammvater des Rittersgrüner Familienzweiges
- Johanne Amalie von Elterlein, geb. Benkert (1784–1865), dichtete die ersten Strophen des erzgebirgischen „Heiligobndliedes“
- Curt Alexander von Elterlein (1820–1886), kgl. sächs. Generalmajor
- Ernst von Elterlein (1850–1928), kgl. preuß. Generalmajor
- Elsa Sophia von Kamphoevener, verh. von Elterlein (1878–1963), dt. Schriftstellerin u. Märchenerzählerin